# Gantt-grafiek
Een Gantt-grafiek is een grafiek ofwel diagram dat gebruikt kan worden als hulpmiddel bij het plannen van activiteiten, bijvoorbeeld binnen projectmanagement.

## Geschiedenis
Henry Laurence Gantt ontwikkelde de Gantt-grafiek rond 1910. In zijn werk als werktuigkundig ingenieur, managementconsultant en bedrijfsadviseur werd de Gantt-grafiek gebruikt als een visueel hulpmiddel om de planning en voortgang van een project te laten zien. In die tijd werd dit gezien als een opzienbarende innovatie. De Gantt-grafiek werd onder andere gebruikt bij grote bouwprojecten als de Hoover Dam in 1931 en het interstate highway-netwerk in 1956.
In 1952 publiceerde Berend Willem Berenschot het eerste Nederlandse boek over de Gantt-kaart, waarbij deze werd gepresenteerd als een hulpmiddel voor de bedrijfsleiding.
De Gantt-kaart wordt wereldwijd beschouwd als een geaccepteerde standaard.

## Lay-out
Een Gantt Chart bestaat uit een aantal rijen die ieder een fase of activiteit binnen het project weergeven. De eerste fasen/activiteiten staan meestal bovenaan en op de x-as staat de tijd weergegeven. Per activiteit wordt met een balk weergegeven hoeveel doorlooptijd er benodigd is. Verder kun je ook onderlinge afhankelijkheden weergeven, zodat bijvoorbeeld duidelijk is dat activiteit B pas kan beginnen als activiteit A is afgerond. Verder kun je visueel ook mijlpalen weergeven die een belangrijk moment weergeven, zoals een moment van oplevering of een belangrijk besluit dat moet worden genomen.

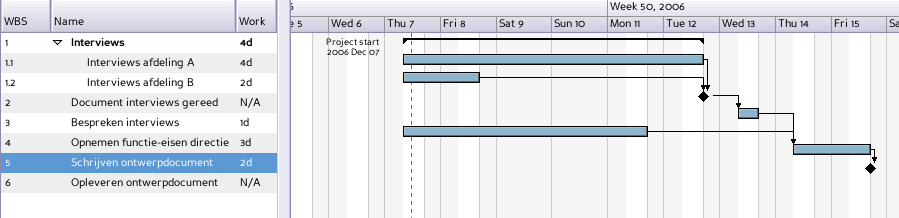
Een voorbeeld van een Gantt-grafiek. De blauwe balken zijn taken die uitgevoerd moeten worden. De pijlen geven condities aan: een taak die eerst volbracht moet zijn voordat aan de volgende begonnen kan worden. De zwarte ruiten zijn mijlpalen: ijkpunten waarop een bepaalde toestand gereed moet zijn.

## Hulpprogramma's
Er zijn verschillende computerprogramma's die gebruikt kunnen worden voor het maken van een Gantt-grafiek. Voor een simpel figuurtje volstaat het om in een spreadsheet bepaalde cellen te kleuren. Voor geavanceerdere figuren kunnen programma's als het gratis opensourceproject Gantt, Microsoft Project of andere projectmanagementsoftwarepakketten gebruikt worden.